# Y3S
Y3S e precedentemente DIZ, era l'identificativo radiotelegrafico di una stazione radio della Germania Est che trasmetteva un segnale di tempo campione fino a circa all'inizio degli anni novanta del Novecento.
La stazione era operata dal servizio di standard e misure della Germania Est a Berlino. La diffusione avveniva dal centro trasmittente di Nauen.
La stazione trasmetteva nella banda delle onde corte sulla frequenza di 4525 kHz con una potenza di 5 kW. Il formato della trasmissione dell'orario consisteva in impulsi della durata di 100 ms per i secondi e con impulsi di 500 ms per i minuti. Minuti e ore sono trasmessi in formato BCD modificando gli impulsi per i secondi dal quarantunesimo al cinquantacinquesimo.